# George Edward Dobson
George Edward Dobson (* 4. September 1848 in Edgeworthstown, County Longford, Irland; † 26. November 1895 in West Malling, Kent, England) war ein irischer Zoologe, Fotograf und Armeearzt. Dobsons Forschungsschwerpunkte waren die Insektenfresser und die Fledermäuse.

## Leben und Wirken
George Edward Dobson war der älteste Sohn von Parke Dobson, einem Arzt aus Killinagh, County Westmeath. Bevor er im Trinity College in Dublin Biologie und Medizin studierte, wurde er an der Royal School Enniskillen ausgebildet. 1866 erlangte er seinen Bachelor-of-Arts-Abschluss, 1867 graduierte er zum Bachelor in Medizin und Chirurgie und 1875 zum Master of Arts. 1868 trat er den Sanitätstruppen der British Army bei und wurde in Britisch-Indien stationiert. 1872 wurde er auf die Andamanen versetzt, wo  er die Gelegenheit bekam, anthropologische Fotoaufnahmen der Andamanen-Insulaner zu machen. 1874 wurde er Mitglied der Linnean Society of London. 1876 kehrte er nach England zurück und veröffentlichte sein Werk Monograph of the Asiatic Chiroptera. 1878 wurde er Kurator am Royal Victoria Museum in Netley und veröffentlichte das Buch Catalogue of the Chiroptera in the Collection of the British Museum. Zwischen 1882 und 1890 verfasste er das Monograph of the Insectivora, Systematic and Anatomical, von dem er jedoch aus gesundheitlichen Gründen nur die ersten drei Bände abschließen konnte. 1883 wurde er Mitglied der Royal Society.  Daneben war er korrespondierendes Mitglied der Academy of Natural Sciences in Philadelphia und der Biological Society of Washington. 1888 schied er mit dem militärischen Rang eines Stabsarztes aus dem Militärdienst aus.

## Dedikationsnamen
1898 benannte Theodore Sherman Palmer die Fledermausgattung Dobsonia zu Ehren von George Edward Dobson. Weitere nach ihm benannte Arten sind Sphaerotheca dobsoni (1882 durch George Albert Boulenger),  der Dobson-Kleintenrek (Microgale dobsoni, 1884 durch Oldfield Thomas) und der Dobson-Epaulettenflughund (Epomops dobsonii, 1889 durch José Vicente Barbosa du Bocage).

## Werke (Auswahl)
- On the Andamans and Andamanese. In: The Journal of the Anthropological Institute of Great Britain and Ireland. Band 4, 1875, S. 457–467, JSTOR:2840987 (englisch).
- Monograph of the Asiatic Chiroptera, and Catalogue of the Species of Bats in the Collection of the Indian Museum, Calcutta. Printed by Taylor and Francis, London 1875 (englisch, archive.org).
- Monograph of the Asiatic Chiroptera, and Catalogue of the Species of Bats in the Collection of the Indian Museum, Calcutta. In: The Annals and magazine of natural history; zoology, botany, and geology being a continuation of the Annals combined with Loudon and Charlesworth's Magazine of Natural History (= 4). Band 18, 1876, S. 266–267 (englisch, biodiversitylibrary.org).
- Catalogue of the Chiroptera in the collection of the British Museum. Printed by order of the Trustees, London 1878 (englisch, biodiversitylibrary.org).
- Monograph of the Insectivora, systematic and anatomical. Band 1 (Erinaceidae, Centetidae, and Solenodontidae). John Van Voorst, London (englisch, 1882-1890).
- Monograph of the Insectivora, systematic and anatomical. Band 2 (Potamogalidae, Chrysochloridae, and Talpidae). John Van Voorst, London (englisch, 1882-1890).
- Monograph of the Insectivora, systematic and anatomical. Band 3 (Talpidae (cont.)). John Van Voorst, London (englisch, 1882-1890).
- in Henry Haversham Godwin-Austen, John Knox Laughton, Douglas William Freshfield: Medical Hints to Travellers in Hints to Travellers Scientific and General. 5. Auflage. The Royal Geographical Society, London 1883, S. 251–276 (englisch, archive.org).